# Сашко Насев
Сашко Насев (на македонска литературна норма: Сашко Насев) е северномакедонски писател.

## Биография
Роден е в 1966 година в Кочани, тогава в Социалистическа федеративна република Югославия, в семейството на Насе Насев, треньор по свободна борба. Завършва обща и сравнителна литература във Филологическия факултет на Скопския университет и драматургия във Факултета по драматични изкуства също в Скопие. Защитава докторска степен във Факултета по драматични изкуства в Скопие и специализира в САЩ. Работи като редактор на културната рубрика на вестник „Студентски збор“ и в Македонската телевизия.
В 2018 година става изпълнителен директор на Културно-информационния център в София, България.